# Chase Tower (Chicago)
De Chase Tower, voorheen bekend als het First National Bank Building, One First National Plaza en Bank One Plaza is een wolkenkrabber in Chicago, Verenigde Staten. Het gebouw werd tussen 1966 en 1969 gebouwd en is door C.F. Murphy Associates en Perkins and Will ontworpen. Het kantoorgebouw is 259,08 meter hoog en telt 60 verdiepingen.

## Ontwerp
Het gebouw heeft een totale oppervlakte van 204.385 vierkante meter en bevat 50 liften. De basis van het gebouw is 60,96 meter breed, terwijl de top 28,96 meter breed is. Deze vorm kwam door de eisen die de bank, die opdracht tot de bouw gaf, stelde aan het gebouw. De onderste verdiepingen moesten namelijk een grote, doorlopende plattegrond hebben voor dagelijkse transacties. De top moest juist exclusieve kantoren bevatten.
Het gebouw is bekleed met graniet uit Marble Falls, dat ongeveer 80,5 kilometer ten noordwesten van Austin ligt. Op de vijfde verdieping vindt men een muurschildering van Karl Wirsum. De schildering bevat abstracte vormen die voor onder andere, bloemen, machines en bijen staan.
Het First National Plaza, het plein dat bij de Chase Tower hoort en ook bekendstaat als het Exelon Plaza, werd in 1972 voltooid. Op het meerlaagse plein vindt men The Four Seasons van Marc Chagall. Dit kunstwerk beeldt door middel van stukjes steen en glas in meer dan 250 kleuren zes scènes af van Chicago.